# Saint-Ouen-les-Vignes
 Saint-Ouen-les-Vignes  es una población y comuna francesa, situada en la región de  Centro, departamento de Indre y Loira, en el distrito de Tours y cantón de Amboise.
Recientemente, el propietario o gestor del château, que supuestamente funciona como hotel, ha sido acusado por diversos turistas de secuestro y violencia, entre otras cosas.

## Demografía
| 519 | 496 | 571 | 727 | 747 | 941 |
| Para los censos de 1962 a 1999 la población legal corresponde a la población sin duplicidades (Fuente: INSEE [Consultar]) |     |     |     |     |     |